# Папп, Ласло (борец)
Ла́сло Папп (венг. Papp László; 4 января 1905 — 28 января 1989) — венгерский борец греко-римского стиля, призёр Олимпийских игр.

## Биография
Ласло Папп родился в 1905 году в Сентеше. В 1925 и 1926 году завоёвывал бронзовые медали чемпионатов Европы, а в 1927 году сумел стать чемпионом Европы. В 1928 году он принял участие в Олимпийских играх в Амстердаме, где завоевал серебряную медаль. В 1933 году Ласло Папп стал чемпионом Европы уже не по греко-римской, а по вольной борьбе. В 1934 году он завоевал бронзовую медаль чемпионата Европы.